# Carl Ludwig Willdenow
Carl Ludwig Willdenow (Berlin, 1765. augusztus 22. – Berlin, 1812. július 10.) német botanikus, rendszertanász, a német dendrológia egyik megalapítója. Botanikai szakmunkákban nevének rövidítése: „Willd.”.
Először farmakológiát tanult, majd (Halléban) orvosi tudományokat és botanikát. 1798-ban nevezték ki a berlini orvos-sebész kollégiumban a természetrajz tanárává, majd 1806-ban a botanika professzorává – egyúttal ő lett a botanikus kert igazgatója is. 1811-ben Alexander von Humboldt ajánlásával Párizsba ment, hogy feldolgozza és rendszerezze az ottani növénytani gyűjteményt. Erről az útjáról betegen tért vissza, és a következő évben meg is halt.

## Munkássága, követői
Ő mutatta ki, hogy a klíma és a vegetáció között összefüggés van. Erősen hatott a fiatal Alexander von Humboldt nézeteire.
Számos ország legjobb növénytanászaival tartott kapcsolatot, így Kitaibel Pállal is. A magyar növénytanban különösen fontos szerepre tett szert azzal, hogy számos növényünket hamarabb írta le, mint Kitaibel. Kitaibel két új, általa felismert nemzetség típusos példányait vele íratta le: Willdenow ezt a két, egyaránt monotipikus nemzetséget a hozzá ellátogató Kitaibelről és Waldstein Ferenc Ádámról nevezte el. A két faj:
- Kitaibel-mályva (Kitaibela vitifolia)
- Waldstein-pimpó (Waldsteinia geoides).

## Nevezetesebb munkái
- Florae Berolinensis prodrumos (Berlin 1787);
- Grundriss der Kräuterkunde (uo. 1792);
- Anleitung zum Selbststudium der Botanik (uo. 1804).